# Vladimiro Roca
Vladimiro Roca Antúnez (La Habana, 21 de diciembre de 1942-La Habana, 30 de julio de 2023) fue un economista y político socialdemócrata cubano, opositor al régimen de Fidel y Raúl Castro.
Es hijo de Blas Roca, un conocido dirigente del Partido Socialista Popular, quien fue miembro de la Cámara de Representantes cubana durante la dictadura de Fulgencio Batista y líder político durante el gobierno de Fidel Castro. Fue uno de los fundadores en 1996 y, hasta su fallecimiento, presidente del Partido Socialdemócrata de Cuba.

## Biografía
Vladimiro Roca nace en La Habana, el 21 de diciembre de 1942, de una numerosa familia. Cursa sus estudios primarios en la escuela pública N.º 118, del barrio La Víbora. Se gradúa en la licenciatura en Relaciones Económicas Internacionales en 1987, en el Instituto Superior de Relaciones Internacionales "Raúl Roa". De joven, trabajo limpiando pasillos y terrazas de un edificio, y los cristales de las ventanas de un estudio fotográfico. Luego, al terminar sus estudios secundarios empezó a trabajar en el periódico "Hoy" como aprendiz de cajista.

### Actividad política
Como su padre, dirigente del PSP luego PCC, Vladimiro creyó en las ideas socialistas y comunistas. Después del asalto al Moncada, muchos militantes del PSP (entre los cuales estaba su padre) fueron perseguidos y encarcelados. La Casa de la familia Roca fue varias veces revisada en búsqueda de indicios sobre "material inapropiado".
Con el acontecimiento de la Revolución Cubana, en 1959 tuvo muchas esperanzas. Sin embargo, las fue perdiendo, sobre todo cuando fue aprobada la Constitución de 1976, que según el, imponía "el socialismo por la fuerza", método con el cual estaba en desacuerdo.

### Oposición al gobierno deCastro
A partir de junio de 1990, Roca empezó a mostrarse públicamente como opositor al régimen castrista. Decía que "haría todo lo que estuviese a su alcance, por medios pacíficos, y los más apegado posible a la legalidad, para cambiar al sistema".
En 1992, cuando trabajaba en un Ministerio, fue despedido por ser opositor al gobierno, creía el. En el año 1996, fue uno de los fundadores del Partido Socialdemócrata de Cuba, que como su nombre lo indica es de ideología socialdemócrata, y que hasta hoy en día no está reconocido por el gobierno de Cuba.
En el año 1997 crea Grupo de Trabajo de la Disidencia Interna para analizar la Situación Socio-Económica Cubana, junto a Martha Beatriz Roque, René Gómez Manzano y Félix Bonne Carcassés. Fue el grupo responsable de crear el documento La Patria es de Todos, un análisis sobre el Quinto Congreso del Partido Comunista Cubano de ese año, y donde pedían abandonar el sistema dictatorial, y que se respeten los derechos humanos en Cuba.
Por culpa de ese manifiesto, Vladimiro y sus compañeros fueron arrestados y juzgados por "acciones en contra de la seguridad nacional del Estado cubano" y "sedición". Estuvo en prisión desde 1997 hasta 2002, cuando fue liberado. Habiendo entrado a la cárcel como ateo, Vladimiro fue bautizado como católico en prisión.

### Últimos años
Vladimiro Roca siguió militando en el PSC, partido del cual era presidente. En el año 2004 fue invitado por el PSOE a asistir al 36.º Congreso de dicho partido, partido con el cual PSC mantuvo relaciones fraternales. En 2010, más específicamente en febrero de dicho año, fue a Banes con otros opositores al gobierno cubano para asistir al entierro del opositor Orlando Zapata Tamayo, que murió después de 85 días en huelga de hambre, demandando ser considerado como preso político.

### Vida personal
Vladimiro Roca estaba casado con Magaly de Armas y tuvieron un hijo y una hija.  
Falleció en La Habana el 30 de julio de 2023 a los 80 años.